# Monasterio de San Pelayo de Cerrato
El monasterio de San Pelayo de Cerrato es un monasterio premostratense del s. X que se encuentra en el término municipal de Cevico Navero (Palencia, España), unos 2 km al norte, por la carretera que conduce a Antigüedad. En 2007 comenzó su restauración a cargo de la Fundación Grupo Siro.

## Historia
En 934 Oveco Díaz y su esposa Gutina, vecinos de Castrillo de Don Juan, donan al abad Pedro y a sus monjes la heredad de Valdeavellano. En 1145, bajo la protección de Alfonso VII, pasa a los canónigos regulares de san Agustín y en 1156 o 1159 a los Premostratenses. Fue filial del monasterio de La Vid (Burgos).
La escritura más antigua que se posee es una carta testamentaria que perteneció al archivo del monasterio. En ella se dice que en la era 972, es decir, en el año 934, reinando el príncipe Ramiro II (931-951) y siendo conde de Castilla Fredenandus, (Fernán González), Oveco Díaz y su esposa Gutina junto con sus hijos donan al abad del monasterio de San Pelayo, Pedro, en remisión de sus pecados, unas tierras que se extienden hasta Cevico.

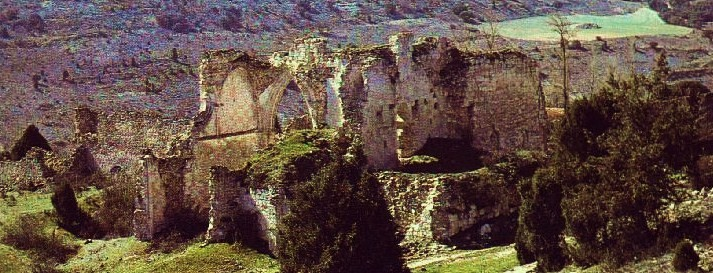
Vista general

Si la muerte de San Pelayo ocurrió alrededor del año 920, y ya se habla del monasterio de San Pelayo de Cerrato (934) en el reinado de Ramiro II, poca diferencia de años debió de haber entre su martirio y esta fundación. Ahora bien, en estas fechas la orden premonstratense no se había fundado y por tanto este monasterio no podía estar ocupado por monjes pertenecientes a ella. Todo parece indicar que pertenecía a la orden de San Benito. Veinticinco años más tarde de que se fundara la orden premonstratense (1145) y el mismo año en que se funda el monasterio de La Vid, el de San Pelayo de Cerrato comenzó a pertenecer a esa orden.
En 1568 el Capítulo provincial de dicha Orden mandó fundar en él un colegio de Humanidades. Y en siglo XVIII existía un estudio de filosofía.

## Conservación
Con la Desamortización de Mendizábal el edificio quedó abandonado y en progresiva ruina. A pesar de haber sido declarado como Bien de Interés Cultural el colapso de su techumbre y el expolio al que se ha visto sujeto, obligaron a incluir a este monumento en la Lista roja de patrimonio en peligro.

## Restauración

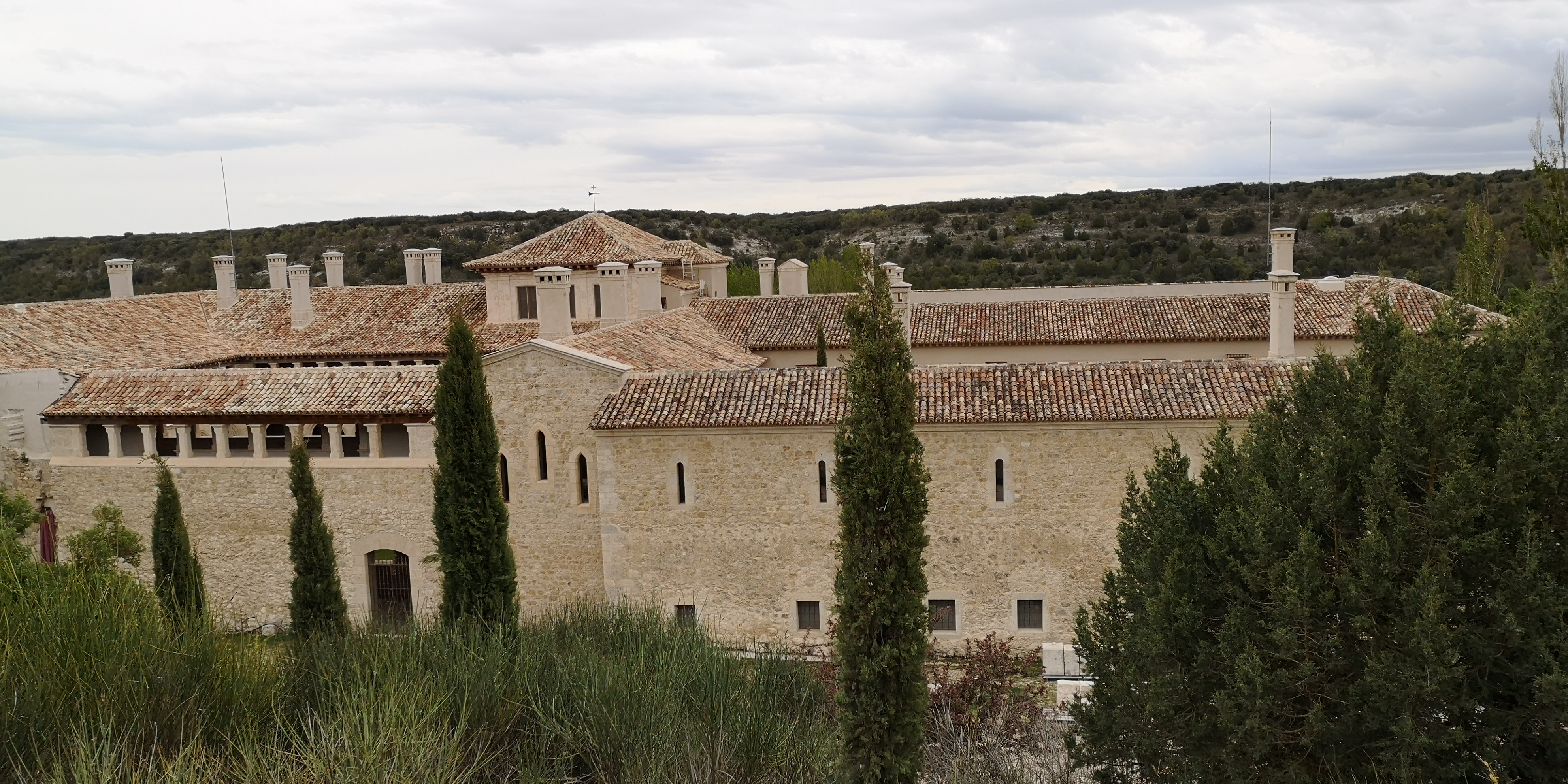
El monasterio en mayo de 2019, tras su restauración

En el año 2007 se dio el visto bueno al proyecto de rehabilitación del monasterio, promovido por la Fundación Grupo Siro, para darle un uso social y cultural. La recuperación consistió en la habilitación de dos viviendas para guardeses y vigilantes del conjunto y la adecuación de distintos espacios para uso de la fundación, como un vestíbulo de entrada, la bodega, sala de exposiciones, sala de acogida y recepción de huéspedes. También se construyó un comedor-refectorio con su cocina y oficios correspondientes, sala de reuniones y una biblioteca institucional, además de los despachos y oficinas propias de la fundación.
Además, fue acondicionada la planta alta como zona de alojamiento con dieciséis dormitorios para acoger a los grupos de trabajo, pintores, científicos, pensadores y músicos que concurran a los encuentros formativos previstos en el antiguo monasterio. Las actuaciones proyectadas por la Fundación Siro, ordenaron los espacios resultantes en torno a los dos patios. Inicialmente se ha renunciado a acometer las obras de la iglesia, que solo será objeto de un cuidadoso desescombro, exploración y consolidación.
El plan incluye la restauración del palomar y del antiguo colmenar, este último se utilizará como invernadero para plantas decorativas. Finalmente, aprovechando los repliegues del terreno, en uno de los antiguos cercados de ganado se ha proyectado la construcción de cobertizos para guardar caballos, asnos y mulos que pastarán libremente, en una zona en la que quedan vestigios de alguna construcción agrícola o ganadera de las muchas que servían de complemento en los monasterios medievales.